# Stadtpfarrfriedhof Baden
Der Stadtpfarrfriedhof Baden ist der Friedhof der Pfarre St. Stephan in der niederösterreichischen Stadt Baden. Er wird auch von der 1990 abgespalteten Pfarre St. Josef und von der evangelischen Gemeinde verwendet. Der 1812 errichtete Friedhof umfasst heute nach mehreren Erweiterungen eine Fläche von 62.300 m² und rund 10.000 Grabstellen. Pro Jahr finden etwa 250 Beerdigungen statt. Unmittelbar südlich angrenzend liegt der Jüdische Friedhof Baden.

## Geschichte
Der alte Friedhof neben der Pfarrkirche war im Laufe der Jahrhunderte zu klein geworden und wurde inmitten der Kurstadt auch zunehmend als störend empfunden. Erste Bestrebungen den Friedhof zu verlegen sind aus dem Jahre 1806 dokumentiert, aber es dauerte noch bis zum 18. August 1812, bis der Friedhof bei den Halser Hütten, rund eine halbe Stunde außerhalb der Stadt, geweiht werden konnte. Dieser Teil heißt heute noch alter Friedhof. In der Folgezeit grassierte immer wieder die Cholera in Baden, es gab einen eigenen Cholerafriedhof auf dem Gelände des Stadtpfarrfriedhofs. So wurde der Friedhof bald zu klein und musste 1865 und 1885 erweitert werden (mittlerer Friedhof). Der Friedhof wurde bis 1887 mit einer 1,90 Meter hohen Mauer umgeben. Eine dritte Erweiterung erfolgte 1932 und wurde 1939 geweiht (neuer Friedhof), ein Teil wurde dabei als Heldenfriedhof gewidmet und gleich mit der Bestattung von sechs verunglückten Fliegersoldaten seiner Bestimmung übergeben.

## Friedhofskapelle

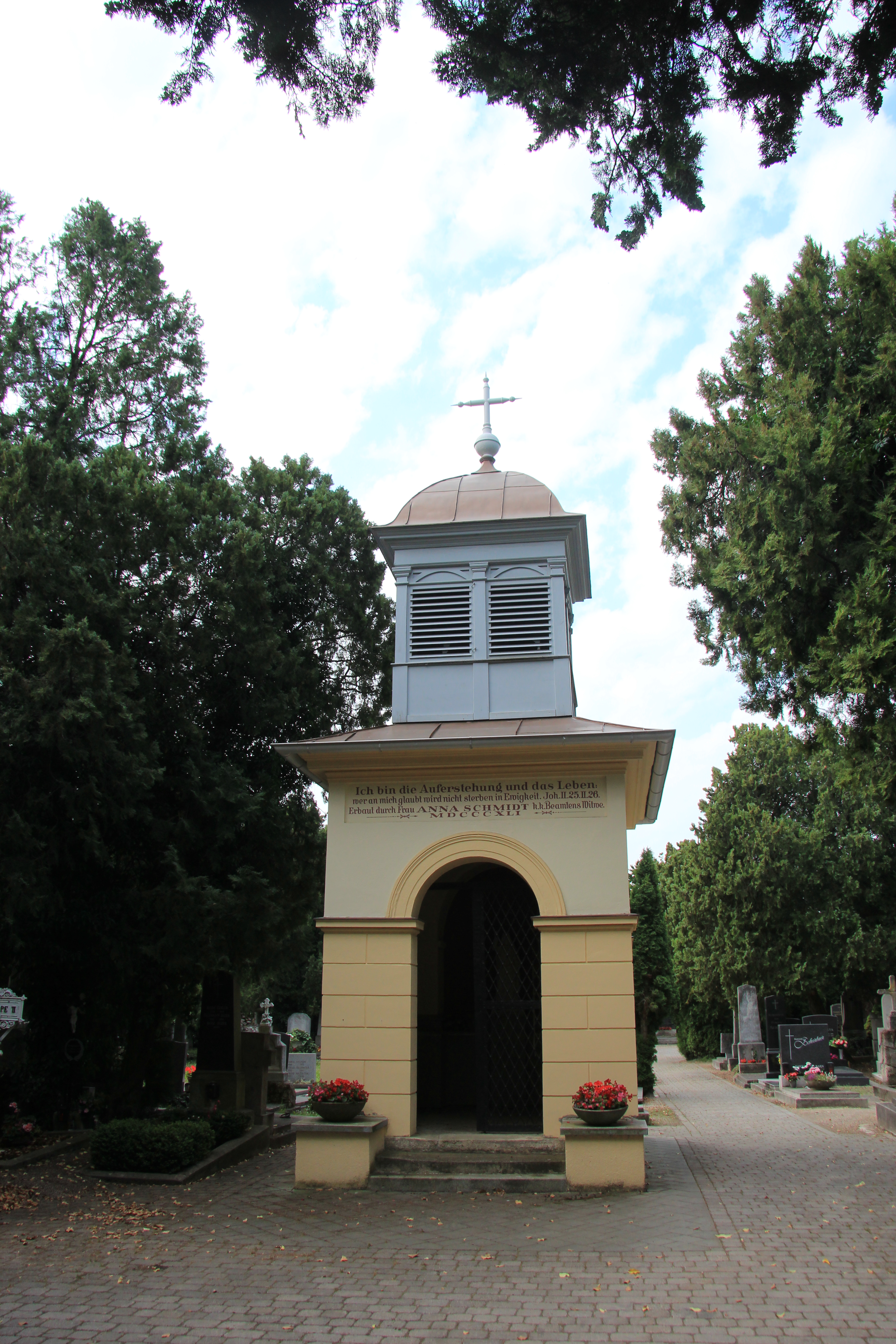
Friedhofskapelle von 1841

In der Mitte des alten Friedhofs steht eine kleine, 1841 errichtete Kapelle (Lage). Der einfache, wuchtige klassizistische Bau ist mit einem Glockentürmchen bekrönt.

## Turnvater-Jahn-Denkmal
An der Friedhofsmauer befindet sich ein 1862 errichtetes Denkmal für den Turnvater Jahn (Lage (±20 m)). Auf einen Aufbau aus Natursteinen prangt eine marmorne Inschriftentafel:
Deutsch. Turnverein Baden N.Ö. 1862.

In deutscher Treue seinen verstorb. Mitgliedern.
Ein Bronzemedaillon zeigt das Porträt Jahns: „F.L. Jahn 1852“ und ist mit „Vock“ signiert.
1924 wurde hier der Badener Turnvater Anton Wagensonner bestattet. Der Grabdeckel mit dem Turnerkreuz ist mit
Oberturnwart

Ehren-

Gauturnwart

Anton

Wagensonner

1862 - 1924
beschriftet. Beidseitig der Gedenktafel stehen sechs Steinpfeiler mit den Namen der verstorbenen Vereinsmitglieder.

## Friedhofskreuz
Das Friedhofskreuz bei der Schiestl-Gruft (Lage) (Gruppe 07, Reihe 1) wurde 1870 von Anton Schiestl, Sohn einer Badener Färberfamilie und Kurat-Benefiziat bei St. Peter in Wien, finanziert. Das Kruzifix wurde von der „Fürstlich Salm’schen Blansker Eisenfabrik“ (in Blansko) hergestellt. In den hohen, gotisch inspirierten Steinsockel sind zwei Marmortafeln eingelassen:
Christus ist mein Leben,

Sterben mein Gewinn
und
Dieses Bildnis unseres gekreuzigten Herrn und Erlösers

liess für den Gottesacker seiner Vaterstadt Baden

im Jahre 1870 errichten

Anton Schiestl

Curat Beneficiat zu St. Peter in Wien.
Rund um das Friedhofskreuz wählten zahlreiche Priester ihre letzte Ruhestätte.

## Kriegerdenkmal Erster Weltkrieg

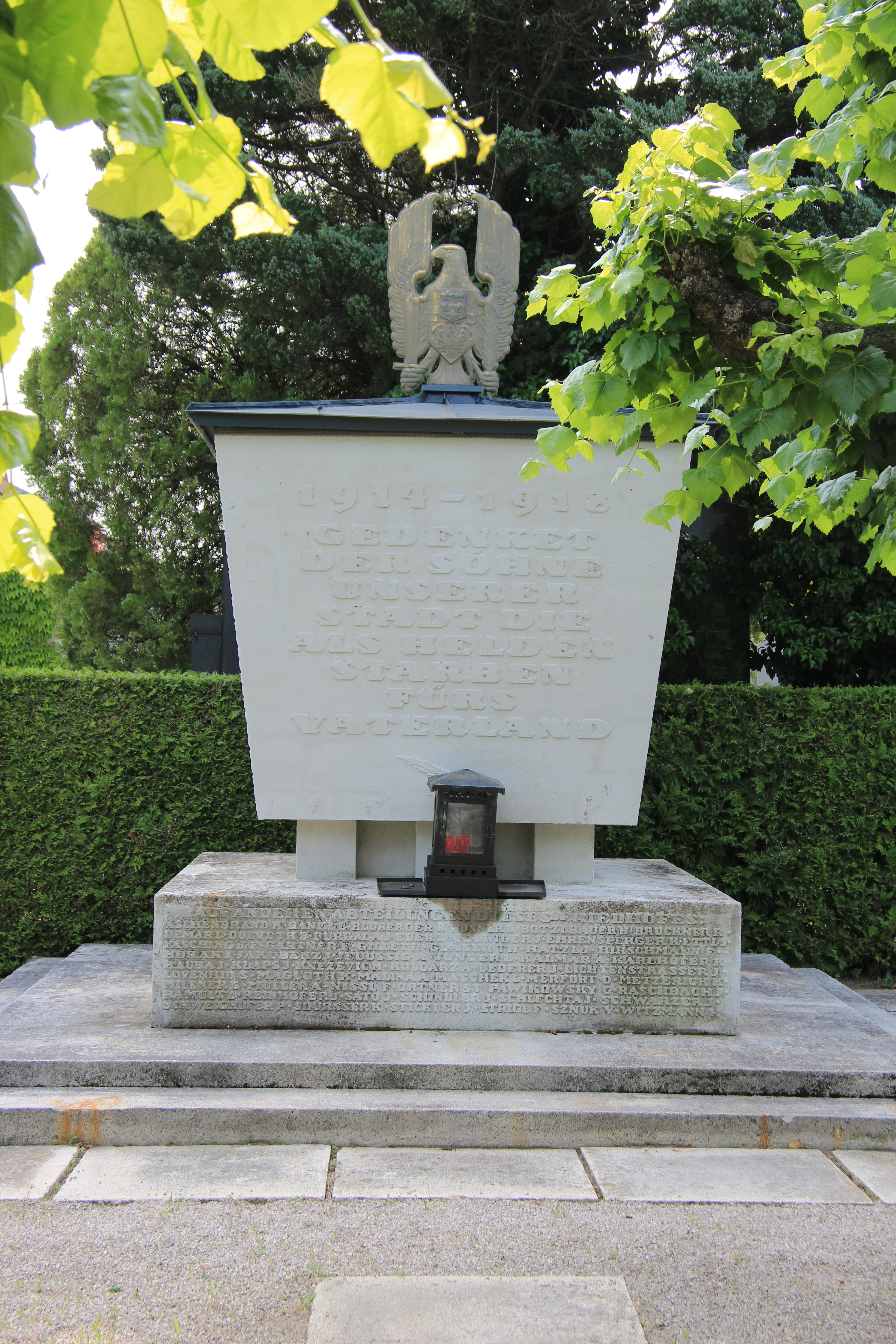
Kriegerdenkmal Erster Weltkrieg

Das Kriegerdenkmal für die Gefallenen des Ersten Weltkriegs (Lage) wurde 1923 nach Plänen von Josef Fischer vom Bildhauer Franz Vock errichtet.
Eine Allee von sechs zurückgeschnittenen Linden und vier mächtigen Steinbänken führt zum eigentlichen Kriegerdenkmal. Auf einem niedrigen Sockel mit quadratischem Grundriss steht ein wuchtiger Betonquader mit der Inschrift:
1914 - 1918

Gedenket der Söhne unserer Stadt

die als Helden starben fürs Vaterland
Die anderen drei Seiten des Quaders und ein Teil des Sockels tragen die Namen der Gefallenen. Der Adler aus vergoldeter Bronze auf dem Quader hält in seinen Klauen ein Schwert und einen Palmzweig; auf der Brust trägt er zwei Schilde mit den Wappen des Landes Niederösterreich und der Stadt Baden. Beidseitig wird die Allee von zwölf langen Reihen einfacher schwarzer Schmiedeeisenkreuze begleitet, sie tragen die Namen der Soldaten, die von 1914 bis 1919 in den Badener Lazaretten ihren Verletzungen erlagen.

## Russenfriedhof

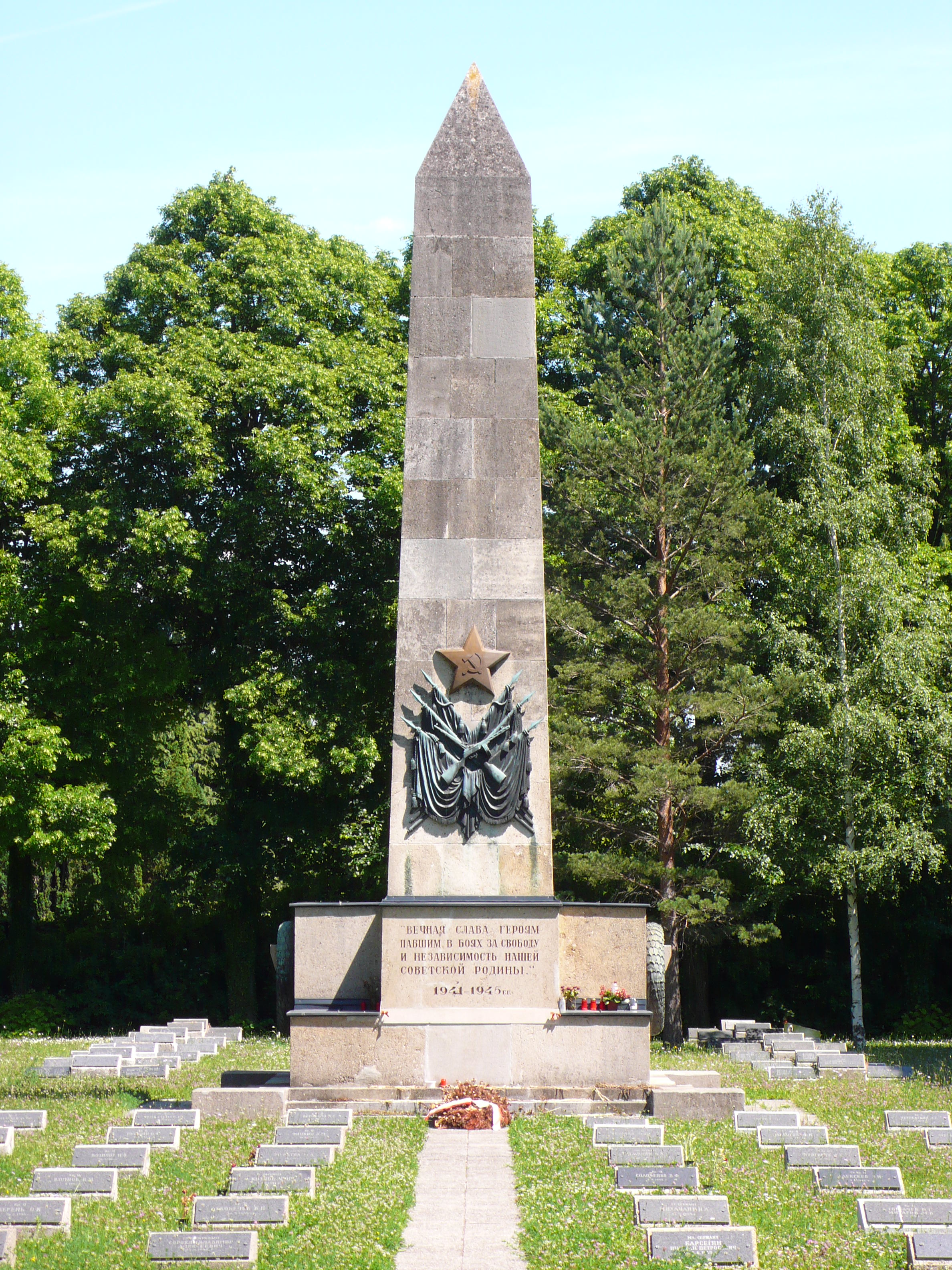
Russenfriedhof mit Obelisk

Nach dem Zweiten Weltkrieg wurde der nordwestliche Teil des Friedhofs (Lage) für einen russischen Soldatenfriedhof an die Stadt Baden abgetreten, sowie adaptiert und mit einem Obelisken ausgestattet. Der ehemalige Heldenfriedhof wurde dazu aufgelöst und die Soldatenleichen umgebettet. Die Priestergruft konnte erhalten bleiben. 1948 übernahm die Stadtgemeinde die Betreuung des russischen Friedhofs, er umfasste dazumal 35 „Brudergräber“ und 151 Einzelgräber, die um den bis heute erhaltenen Obelisken angeordnet waren. Bestattet waren hier 454 Personen: 34 Offiziere, 306 Soldaten und Unteroffiziere, 8 zivile Sowjetangehörige und 106 unbekannte Angehörige der Sowjetarmee. 1955, nach dem Abzug der sowjetischen Besatzungsmacht, wurden im Garten der Pension Silvana (Helenenstraße 88–90), die den Russen als Lazarett gedient hatte, ein Soldatenfriedhof entdeckt. Die etwa 150 Personen wurden nach langwierigen Verhandlungen bis 1957 hierher umgebettet.
Insgesamt ruhen am Badener Russenfriedhof 579 Personen in 230 Gräbern (42 Gruppengräber, 188 Einzelgräber). Nach Artikel 19 des Österreichischen Staatsvertrags ist Österreich zur Erhaltung der Gräber alliierter Soldaten und Kriegsgefangener verpflichtet: Der Russenfriedhof wurde 1984 renoviert, die alten Grabeinfassungen entfernt und die Inschriften erneuert.
Die Planung der ursprünglichen Anlage erfolgte durch den Badener Architekten Josef Fischer. Der Obelisk trägt den Sowjetstern mit Hammer und Sichel über gekreuzten Lanzen und Gewehren und die Inschrift (in Übersetzung): Ewiger Ruhm den Helden, die in den Kämpfen um die Freiheit und Unabhängigkeit unserer sowjetischen Heimat gefallen sind. Die Grabsteine sind alle gleich gestaltet und streng militärisch ausgerichtet. Fast alle der hier Bestatteten sind in den Monaten April und Mai 1945 gestorben. Neben den Soldaten sind auch einige ihrer Frauen und Kinder hier begraben.

## Opfer der letzten Kriegsmonate Zweiter Weltkrieg
Im neuesten Teil befindet sich ein mit einer lebenden Hecke eingegrenzter kleiner Garten (Lage) in dem die letzten Opfer des Zweiten Weltkriegs aus dem Zeitraum von Ende März bis Ende Juni 1945 in außerordentlich kleinen und bescheidenen Grabstätten begraben wurden, nachdem sie zuerst notdürftig an Ort und Stelle verscharrt und erst in den anschließenden Monaten hierher umgebettet wurden. Es starben damals, die Verluste der Sowjettruppen nicht eingerechnet, insgesamt 494 Personen, darunter 72 Bombenopfer, 58 Selbstmorde, 44 Erschießungen und 22 Fälle unbekannten Todes.

## Denkmal der Heimatvertriebenen
Das Denkmal der Heimatvertriebenen (Lage) wurde 1945 an der nördlichen Friedhofsmauer errichtet. Es handelt sich um ein einfaches Kunststeinkreuz mit der Inschrift: „Den Toten in der Heimat und den Opfern der Austreibung 1945“.

## Aufbahrungshalle
Pläne für den Bau einer modernen Einsegnungshalle gab es bereits 1939, doch erst 1962 konnte die nach Plänen der Badener Architekten Kurt Bartak und Anton Wichtl errichtete Aufbahrungs- und Einsegnungshalle (Lage) ihrer Bestimmung übergeben werden. Die Fenster aus französischem Dickglas entwarf der Maler Florian Jakowitsch.

## Grabstätten
Der Friedhof beherbergt viele kunst- und kulturgeschichtlich wertvolle Gräber, als auch Gräber prominenter Persönlichkeiten. Viele dieser interessanten Gräber liegen an der Umfassungsmauer des Friedhofs. Neben Badener Bürgern sind auf dem Friedhof auch während der Kuren verstorbene Gäste begraben. Zwei Grabdenkmäler, die von Friedrich Freiherrn von Mylius und Anton Ritter von Strassern, stehen unter Denkmalschutz. Von den anderen Grabstätten seien die des Bühnenautors und Komponisten Richard Genée, des Politikers Josef Kollmann, des Dichters und Schauspielers Anton von Klesheim, der Kammerschauspielerin Hilde Wagener und der
Eltern von Kurt Waldheim sowie der Eltern von Katharina Schratt erwähnt.

### Grabdenkmal Friedrich Freiherr von Mylius

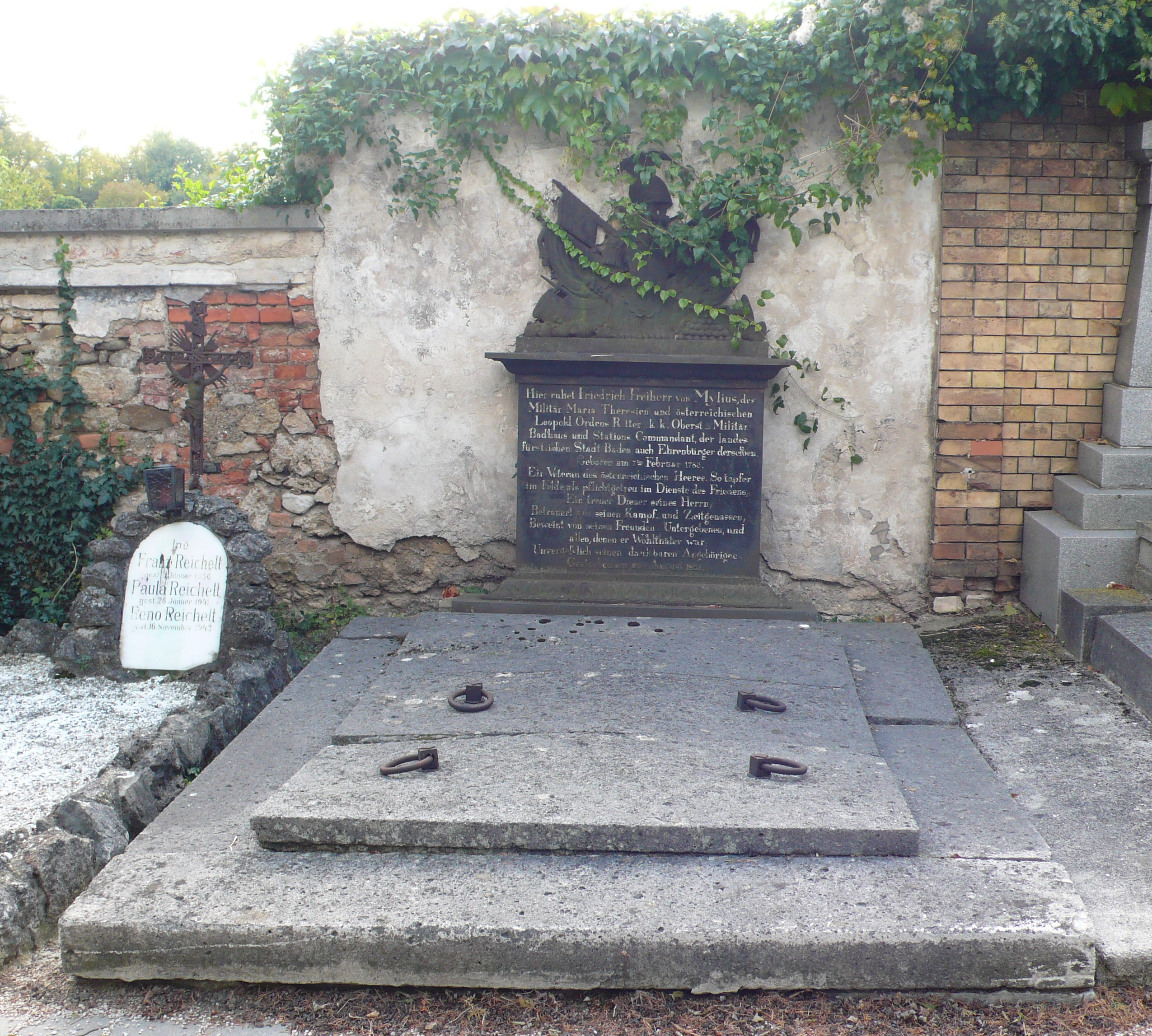
Grabdenkmal von Friedrich Freiherrn von Mylius

Das Grabdenkmal von Friedrich Freiherrn von Mylius (1782–1852) befindet sich in Gruppe 01, Reihe 1, Nr. M23 (Lage).
Die Grabarchitektur beinhaltet ein außerordentliches Denkmal der Gusseisenzeit. Der Inschrift-Sockel ist aus Mariazeller Eisenguss. Rein äußerlich ist es in der über 2000 Jahre alten Form der Trophäe gehalten, doch bei genauerer Beschau ist nicht nur das Material grundlegend modernisiert. Der klassische Pfahl mit Helm und Panzer des besiegten Feindes ist nicht von den vergleichsweise harmlosen Feldzeichen und Waffen der Antike flankiert, sondern von Kriegsfahnen und Kanonenrohren, Trommel und Trompete, Kanonenkugeln und Handgranaten, und das Rutenbündel als Zeichen des Oberkommandos ist sogar mit einem Pionierbeil ausgestattet. Der solchermaßen Geehrte hatte während der Napoleonischen Kriege und der Wirren des beginnenden Risorgimento in Italien hohe Orden erworben. 1835 wurde er Kommandant sämtlicher Truppen, mit denen er zur Kur nach Baden befohlen war. Bei offiziellen Anlässen hatte er in Baden wiederholt als Stellvertreter des Kaisers zu fungieren; er wurde daher 1841 zum Ehrenbürger der Stadt ernannt.

### Grabdenkmal Anton Ritter von Strassern

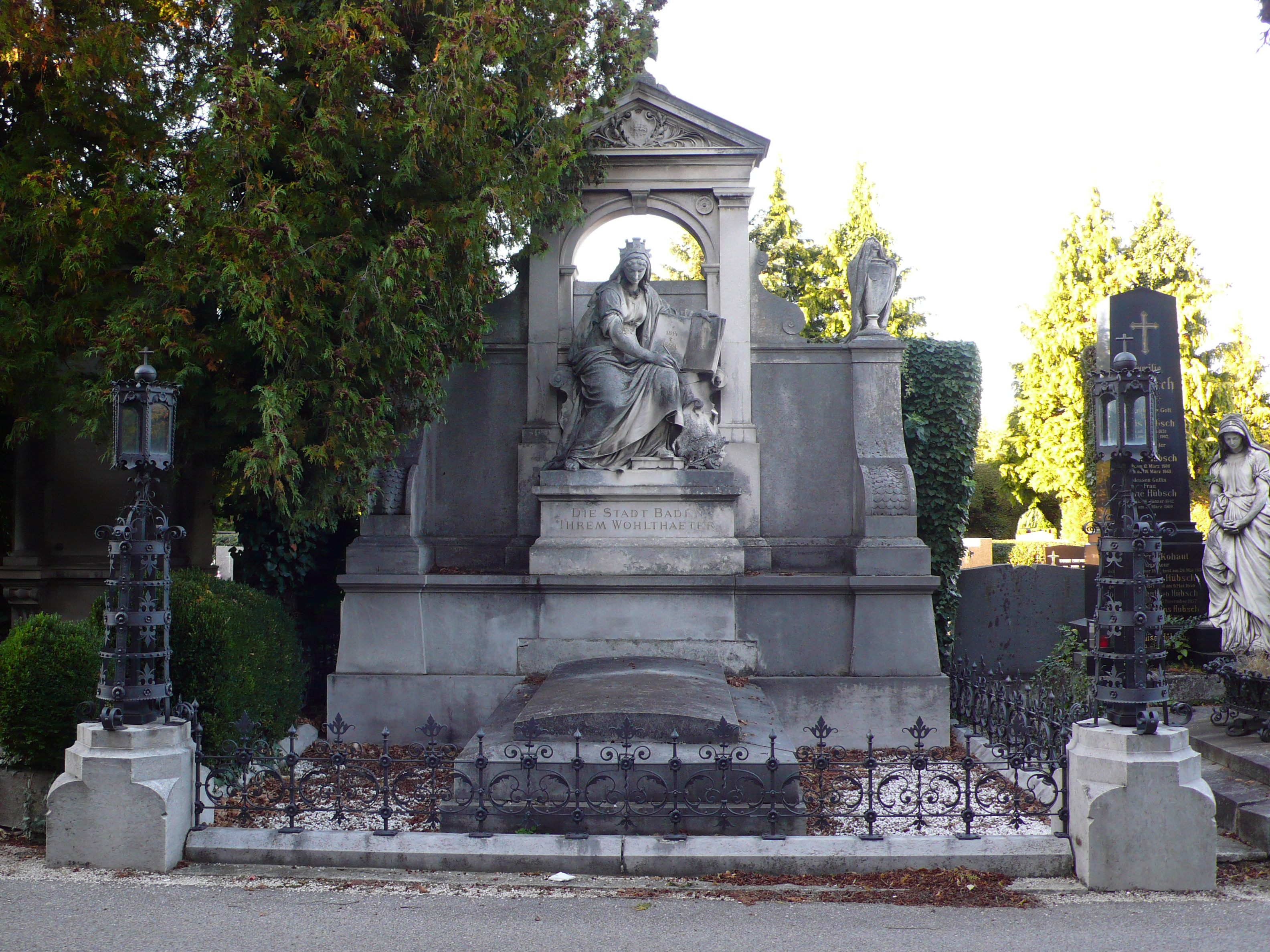
Grabdenkmal von Anton Ritter von Strassern

Das Grabdenkmal von Anton Ritter von Strassern (1814–1869) befindet sich in Gruppe 18, Reihe 1, Nr. M01+02 (Lage).
An der monumentalen, in Renaissanceformen ausgeführten Grabstelle sitzt in einer Pfeilerädikula auf einer Sella curulis die Göttin Badenia, die personifizierte Stadt Baden, mit der von allen Stadtgöttinnen getragenen Mauerkrone. In der Rechten hält sie einen goldenen Stift, mit dem sie eben in das Ehrenbuch der Stadt Baden eingeschrieben hat:
* 1814 † 1869

Anton Ritter v. Strassern
An den Thron gelehnt ist eine Kartusche mit dem Wappen der Stadt Baden, diesem zu Füßen ein Eichenzweig. Auf dem Sockel des Denkmals steht in epigrammatischer Kürze:
Die Stadt Baden

ihrem Wohlthaeter
Das im Giebelfeld des Torbogens platzierte Wappen des Geehrten zeigt drei Ähren mit darüber gelegtem Balken.
Anton Ritter von Strassern war zeit seines Lebens ein stiller Wohltäter gewesen, der an Bedürftige Kredite vergab, deren Rückzahlung er nie einforderte. Er hinterließ der Stadt Baden sein Badener Haus in der Strasserngasse 4 und ein riesiges Vermögen (300.000 Gulden), dessen Jahreszinsen er (nach 56 eigenformulierten Verwendungsvorschlägen) dem Ausbau der städtischen Infrastruktur widmete. Als sein Wiener Grab 1897 mangels Erben heimzufallen drohte, fühlte sich die Stadt Baden verpflichtet, ihn und seine Mutter, Anna Edle von Strassern, in ein Ehrengrab auf dem Badener Stadtfriedhof umzubetten. Zwei Tage nach Exhumierung am Schmelzer Friedhof wurden die sterblichen Überreste am 13. September 1897 in Baden in einer neu errichteten Gruft beigesetzt. Das 1899 errichtete Grabmal ist ein Werk des Wiener Bildhauers Josef Beyer (1843–1917). Der Kunsthistoriker Werner Kitlitschka deutet die in eine Rundbogenarchitektur eingeordnete Sitzfigur als bewusste Auseinandersetzung Beyers mit den Fassadenallegorien seines Lehrers Carl Kundmann (1838–1919) am Wiener Kunsthistorischen Museum.